# Milliwattuur
| Afgeleide eenheden van wattuur | Afgeleide eenheden van wattuur | Afgeleide eenheden van wattuur |
| factor                         | naam                           | symbool                        |
| ------------------------------ | ------------------------------ | ------------------------------ |
| 10−3                           | milliwattuur                   | mWh                            |
| 1                              | wattuur                        | Wh                             |
| 103                            | kilowattuur                    | kWh                            |
| 106                            | megawattuur                    | MWh                            |
| 109                            | gigawattuur                    | GWh                            |
| 1012                           | terawattuur                    | TWh                            |

Een mWh of milliwattuur is een eenheid voor arbeid. Het is onder andere een maat voor de energie die een batterij levert aan zuinige elektronica. Een milliwattuur is gelijk aan:
- 0,001 wattuur
- 0,000 001 kWh
- 3,6 joule